# Янг ди-Пертуан Агонг
Янг ди-Пертуан Агонг (малайск. Yang di-Pertuan Agong, джави: يڠدڤرتوان اݢوڠ; с малайск. — «Тот, кто создан Верховным Господином») — титул верховного выборного монарха Малайской Федерации и Малайзии, исполняющего в основном церемониальные и представительские функции главы государства, а также являющегося Верховным главнокомандующим вооружёнными силами Федерации. С 1993 года полный титул звучит как «Кебавах Дули Янг Маха Мулия Шери Падука Багинда Янг ди-Пертуан Агонг» (малайск. Kebawah Duli Yang Maha Mulia Seri Paduka Baginda Yang di-Pertuan Agong).

## Конституционный статус

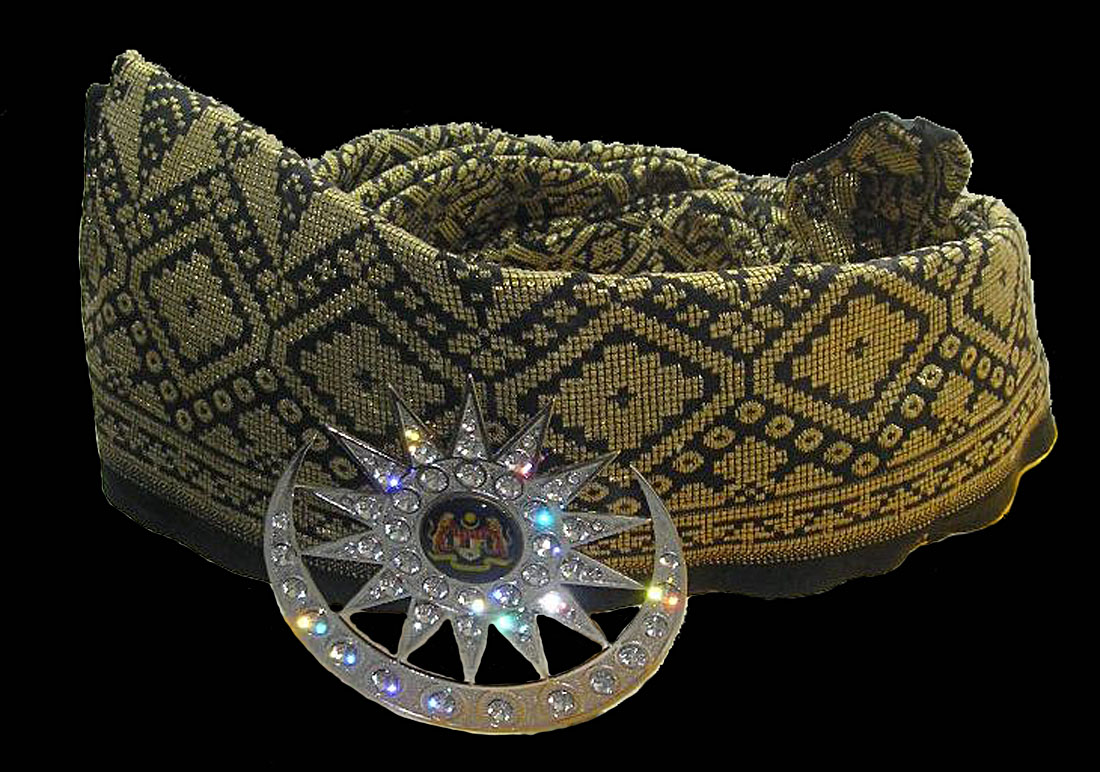
Официальный головной убор Янг ди-Пертуан Агонга

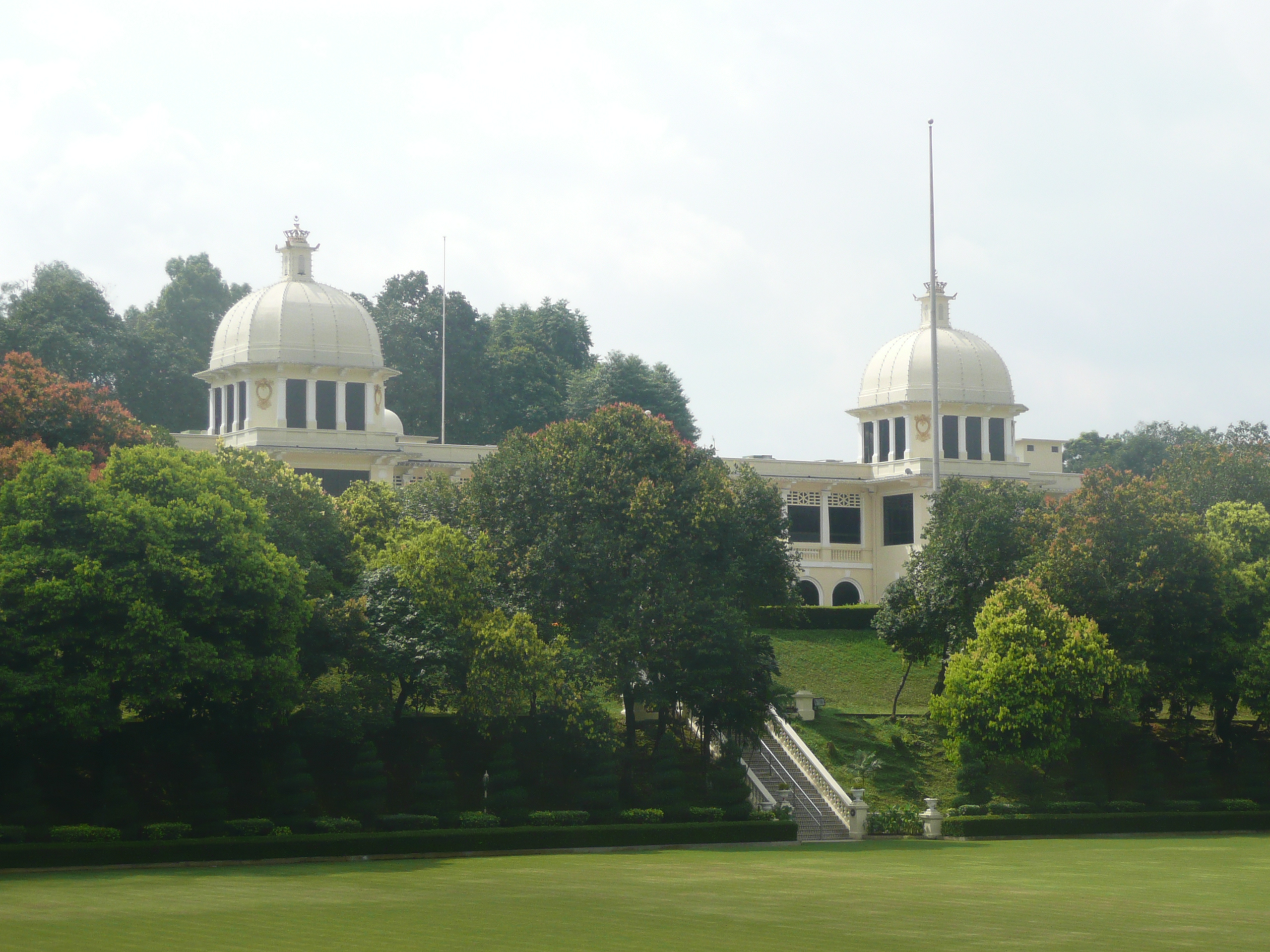
Истана Негара — официальная резиденция Янг ди-Пертуан Агонга в 1957—2011 гг.

В соответствии со ст. 32 Конституции Малайзии 1957 года, Янг ди-Пертуан Агонг является Верховным главой Малайской Федерации, «который по рангу стоит выше всех других лиц в Федерации и не несет ответственности перед каким-либо судом». Янг ди-Пертуан Агонг избирается Советом Правителей Малайзии на срок 5 лет из состава правителей монархий, входящих в состав Малайской Федерации. При этом ст. 34 Конституции запрещает Янг ди-Пертуан Агонгу во время нахождения в должности осуществлять функции правителя своего государства, за исключением функций духовного главы мусульман своего государства. В период своего правления Янг ди-Пертуан Агонг может в любое время отказаться от своей должности, направив собственноручно написанное заявление в Совет Правителей Малайзии, а также может быть отстранен от должности Советом Правителей. Конституция запрещает Янг ди-Пертуан Агонгу занимать любые оплачиваемые должности, активно участвовать в каком-либо коммерческом предприятии. Кроме того, Янг ди-Пертуан Агонг не может без согласия Совета Правителей покидать пределы Малайзии более чем на 15 дней, кроме как с государственным визитом в другую страну.
Согласно статьям 39, 40, 43 Конституции, Янг ди-Пертуан Агонгу принадлежит исполнительная власть в государстве, однако Парламент Малайзии вправе своим законом возложить функции главы исполнительной власти на других лиц. Янг ди-Пертуан Агонг назначает Кабинет министров по совету Премьер-министра, назначенного им предварительно. При осуществлении исполнительной власти Янг ди-Пертуан Агонг должен действовать в соответствии с советом Кабинета министров или уполномоченного министра, если Конституцией не предусмотрено иное, но он вправе затребовать любую относящуюся к управлению государством информацию, которая имеется в распоряжении Кабинета министров. По собственному усмотрению Янг ди-Пертуан Агонг может решать всего три вопроса:
- о назначении Премьер-министра Федерации,
- об отказе в согласии на предложение о роспуске Парламента,
- по предложению о созыве Совета Правителей для рассмотрения вопросов, касающихся привилегий, положения, почестей или титулов членов семьи Янг ди-Пертуан Агонга, и любого выступления на таком заседании, а также в любом другом случае, предусмотренном Конституцией.

Янг ди-Пертуан Агонг является Верховным главнокомандующим вооруженных сил Малайзии. Он имеет право помилования и право отсрочивать или приостановить исполнение приговоров, но только в отношении преступлений, которые разбирались военным судом (ст. 42 Конституции).
Законодательная власть, согласно ст. 44 Конституции, принадлежит Парламенту, состоящему из Янг ди-Пертуан Агонга и двух Палат Парламента, именуемых Сенатом и Палатой представителей. Янг ди-Пертуан Агонг назначает шестнадцать членов Сената. Статья 66 Конституции устанавливает, что Законодательная власть Парламента осуществляется в форме законопроектов, принимаемых обеими Палатами (или в случаях, предусмотренных ст. 68, Палатой представителей) и одобряемых Янг ди-Пертуан Агонгом. Законопроект становится законом после его одобрения Янг ди-Пертуан Агонгом, выраженного путём дачи распоряжения о скреплении его государственной печатью. Янг ди-Пертуан Агонг после одобрения законопроекта дает распоряжение опубликовать его в качестве закона.

## Избрание Янг ди-Пертуан Агонга

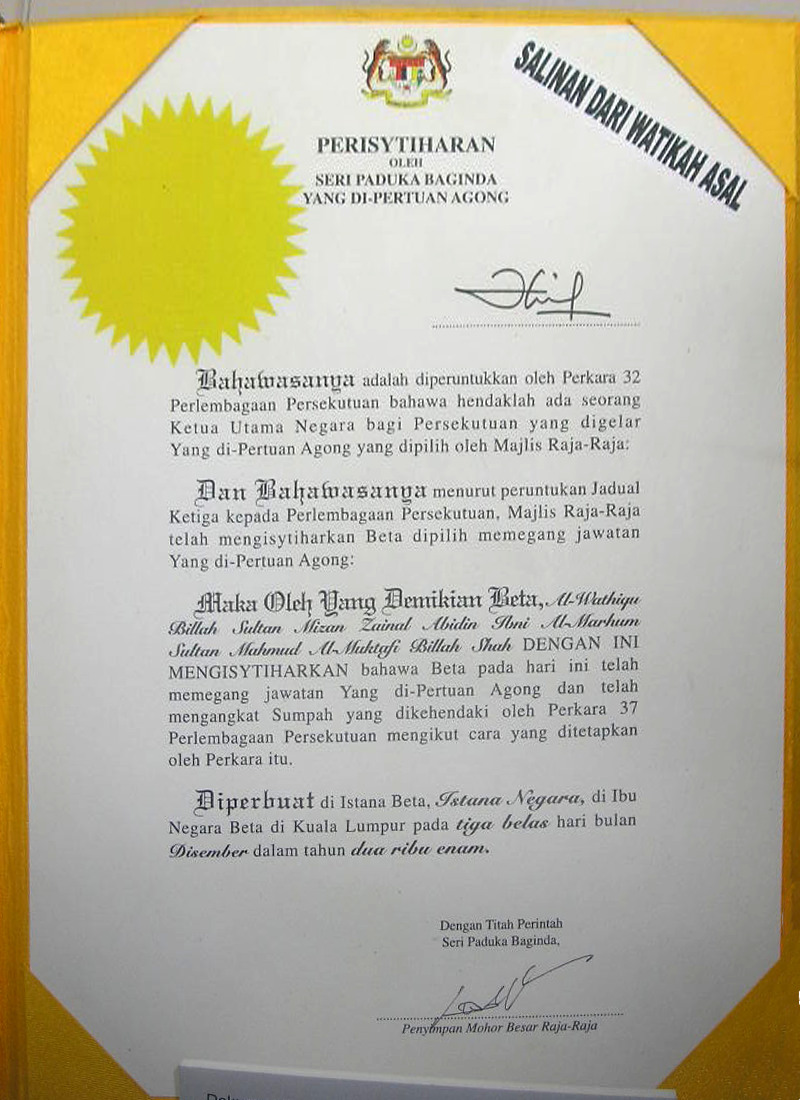
Письмо Хранителя печати об избрании Янг ди-Пертуан Агонгом султана Тренгану Мизан Зайнал Абидин

Процедура избрания Янг ди-Пертуан Агонга содержится в Приложении Третьем к Конституции Малайской Федерации. На эту должность может быть избран только правитель (монарх) субъекта Федерации, за исключением наличия одного из трёх обстоятельств:
- этот правитель является несовершеннолетним,
- он уведомил Хранителя государственной печати о своем нежелании быть избранным,
- Совет Правителей тайным голосованием решил, что по любой причине (например, по причине психического или физического расстройства) он не подходит на должность Янг ди-Пертуан Агонга.

Резолюция об избрании Янг ди-Пертуан Агонга принимается только если за неё проголосует не менее пяти членов Совета Правителей.
Совет Правителей предлагает должность Янг ди-Пертуан Агонга тому правителю, Государство которого стоит первым в избирательном списке, а если он отказывается, то правителю, Государство которого стоит следующим в этом списке, и т. д., пока очередной правитель не согласится на занятие этой должности.
C 2019 года избирательный список выглядит следующим образом:
1. Джохор
2. Перак
3. Негри-Сембилан
4. Селангор
5. Перлис
6. Тренгану
7. Кедах
8. Келантан
9. Паханг

После каждых выборов этот список изменяется следующим образом: названия государств, предшествующих в списке государству, правитель которого избран, переносятся (в том порядке, в котором они значатся в списке) в конец этого списка; и название государства, правитель которого избран, ставится в списке последним. C 2016 года по 2019 год его возглавлял Мухаммад V Фарис Петра (единственный из всех Верховных правителей Малайзии, кто добровольно ушёл в отставку с поста Янг ди-Пертуан Агонга, но остался во главе своего штата).
Вместе с Янг ди-Пертуан Агонгом Совет Правителей избирает его заместителя с титулом Тимбалан Янг ди-Пертуан Агонг.

## Супруга Янг ди-Пертуан Агонга
Супруга Янг ди-Пертуан Агонга носит титул Шери Падука Багинда Раджа Пермаисури Агонг, в соответствии с Конституцией Малайзии, она по рангу следует непосредственно за Янг ди-Пертуан Агонгом и стоит выше всех других лиц в государстве, при этом Конституция запрещает ей занимать какой-либо должности в государственных органах Малайзии или любого иного государства.

## Список
| №  | Имя | Штат           | Правление                           | Возраст на престоле | Дата рождения   | Дата смерти      |
| -- | --- | -------------- | ----------------------------------- | ------------------- | --------------- | ---------------- |
| 1  | Падука Шри Туанку Абдул Рахман ибни Ал-Мархум Туанку Мухаммад                                                     | Негри-Сембилан | 31 августа 1957 — 1 апреля 1960     | 62—65               | 24 августа 1895 | 1 апреля 1960    |
| 2  | Султан Хисамуддин Алам Шах ибни Ал-Мархум Султан Алаиддин Сулейман Шах                                            | Селангор       | 14 апреля — 1 сентября 1960         | 62                  | 13 мая 1898     | 1 сентября 1960  |
| 3  | Туанку Сайед Путра ибни Сайед Хассан Джамалуллаил                                                                 | Перлис         | 21 сентября 1960 — 20 сентября 1965 | 40—45               | 25 ноября 1920  | 16 апреля 2000   |
| 4  | Султан Сир Исмаил Насируддин Шах ибни Ал-Мархум Султан Зайнал Абидин III                                          | Тренггану      | 21 сентября 1965 — 20 сентября 1970 | 58—63               | 24 января 1907  | 20 сентября 1979 |
| 5  | Аль-Мутасиму Биллахи Мухиббуддин Туанку Алхадж Абдул Халим Муадзам Шах ибни Аль-Мархум Султан Бадлишах            | Кедах          | 21 сентября 1970 — 20 сентября 1975 | 43—48               | 28 ноября 1927  | 11 сентября 2017 |
| 6  | Султан Яхья Петра ибни Ал-Мархум Султан Сир Ибрахим Петра                                                         | Келантан       | 21 сентября 1975 — 29 марта 1979    | 58—62               | 10 декабря 1917 | 29 марта 1979    |
| 7  | Султан Хаджи Ахмад Шах Ал-Мустаин Биллах ибни Султан Абу Бакар Риаятуддин Ал-Муадзам Шах                          | Паханг         | 29 марта 1979 — 25 апреля 1984      | 49—54               | 24 октября 1930 | 22 мая 2019      |
| 8  | Султан Махмуд Искандар аль-Хадж ибни Исмаил Ал-Халиди                                                             | Джохор         | 26 апреля 1984 — 25 апреля 1989     | 52—57               | 8 апреля 1932   | 22 января 2010   |
| 9  | Султан Азлан Мухибуддин Шах ибни аль-Мархум Султан Юсуф Изуддин Гафарулла Шах                                     | Перак          | 26 апреля 1989 — 25 апреля 1994     | 61—66               | 19 апреля 1928  | 28 мая 2014      |
| 10 | Туанку Джафар ибни аль-Махрум Ямтуан Абдул Рахман                                                                 | Негри-Сембилан | 26 апреля 1994 — 25 апреля 1999     | 72—77               | 19 июля 1922    | 27 декабря 2008  |
| 11 | Салахуддин Абдул Азиз Шах ибни аль-Мархум Султан Хизамуддин Алам Шах                                              | Селангор       | 26 апреля 1999 — 21 ноября 2001     | 73—75               | 8 марта 1926    | 21 ноября 2001   |
| 12 | Сайед Сиражуддин ибни Сайед Путра Джамалуллайл                                                                    | Перлис         | 13 декабря 2001 — 12 декабря 2006   | 58—63               | 17 мая 1943     |                  |
| 13 | Аль-Ватику Билла Туанку Мизан Зайнал Абидин ибни аль-Мархум Султан Махмуд аль-Муктафи Билла Шах                   | Тренггану      | 13 декабря 2006 — 12 декабря 2011   | 44—49               | 22 января 1962  |                  |
| 14 | Аль-Мутасиму Биллахи Мухиббуддин Туанку Алхадж Абдул Халим Муадзам Шах ибни Аль-Мархум Султан Бадлишах (повторно) | Кедах          | 13 декабря 2011 — 12 декабря 2016   | 84—89               | 28 ноября 1927  | 11 сентября 2017 |
| 15 | Туанку Мухаммад V Фарис Петра ибни Ал-Мархум Султан Сир Исмаил Петра                                              | Келантан       | 13 декабря 2016 — 6 января 2019     | 47—49               | 6 октября 1969  |                  |
| 16 | Аль-Султан Абдулла II Риаятуддин Аль-Мустафа Билла Шах ибни Султан Ахмад Шах аль-Мустаин Билла                    | Паханг         | 31 января 2019 — 30 января 2024     | 59—64               | 30 июля 1959    |                  |
| 17 | Султан Ибрагим Исмаил ибн Альмахрум Султан Искандар Аль-Хадж                                                      | Джохор         | 31 января 2024 — н. в.              | 65—                 | 22 ноября 1958  |                  |